# Split tears
『split tears』（スプリット・ティアーズ）は、日本の音楽ユニット・fripSideが2008年9月16日に発売した第1期5枚目のオリジナルアルバム。

## 内容
前作『binarydigit』から1年1ヶ月ぶりのアルバムであり、第1期としてメジャーデビュー後の最初で最後のオリジナルアルバム。
第1期唯一のシングル「flower of bravery」は、今作は未収録となっている。
2009年3月にボーカルのnaoが脱退したため、第1期のオリジナルアルバムとしてはこれが最後の作品となった。

## 収録曲
1. before dawn daybreak [4:11]
作詞：八木沼悟志、山下慎一狼
作曲・編曲：八木沼悟志
2. split tears [6:14]
作詞：八木沼悟志、山下慎一狼
作曲・編曲：八木沼悟志
今作のリード曲。
3. praying over (album version) [6:14]
作詞：山下慎一狼
作曲・編曲：八木沼悟志
コミックとらのあなによる同人音楽CDソフト『WINTER MIX Vol.5』収録曲のアルバムバージョン。イントロが追加されている。
4. magicaride [4:26]
作詞：八木沼悟志、山下慎一狼
作曲・編曲：八木沼悟志
5. fictional moon (album version) [4:49]
作詞：山下慎一狼
作曲：八木沼悟志、新井健史
編曲：新井健史
6. snow blind (album version) [5:45]
作詞：八木沼悟志、山下慎一狼
作曲：八木沼悟志、岡本拓三
編曲：新井健史
コミックとらのあなによる同人音楽CDソフト『WINTER MIX Vol.4』収録曲のアルバムバージョン。
7. snow blind -after- [5:35]
作詞：Yuki-ka
作曲：岡本拓三
編曲：八木沼悟志、岡本拓三
8. spiral of despair [4:10]
作詞：八木沼悟志、山下慎一狼
作曲・編曲：八木沼悟志
9. escape -version2008- [5:14]
作詞：Tatsuo Kimura、satsuki
作曲：Tatsuo Kimura
編曲：八木沼悟志、岡本拓三
音楽ユニット・resetのカバー曲。
10. tomorrow [5:13]
作詞：山下慎一狼
作曲：八木沼悟志
編曲：新井健史
11. eternal twinkle [5:04]
作詞：八木沼悟志、山下慎一狼
作曲：山田重利
編曲：八木沼悟志、山田重利

## 参加ミュージシャン
fripSide
- nao：Vocal
- 八木沼悟志：Synthesizer

Additional Musician
- 戸口田隆広：Guitar (#1,2,3,4,5,7,8,9,11)
- maya：Guitar (#10)
- 寺前甲(demetori)：Guitar (#6)、Bass (#8)
- RIKO：Chorus (#8,10)
- Rei(vin-PRAD)：Chorus (#10)
- 伽音(Soda fountains)：Chorus (#6)

## タイアップ
- Windows 2000/XP/Vista専用ゲームソフト『Before Dawn Daybreak 〜深淵の歌姫〜』主題歌 (#1)
- Windows 98 SE/Me/2000/XP専用ゲームソフト『片恋いの月』挿入歌 (#2)
- Windows 2000/XP/Vista専用ゲームソフト『マジカライド』オープニング曲 (#4)
- Windows 2000/XP/Vista専用ゲームソフト『痴漢専用車両』主題歌 (#8)
- Windows 98SE/Me/2000/XP専用ゲームソフト『片恋いの月』エンディングテーマ (#10)
- Windows 2000/XP/Vista/7専用ゲームソフト『ティンクル☆くるせいだーす』エンディングテーマ (#11)